# Alignement de Poul-ar-Varquez
L'alignement de Poul-ar-Varquez (ou Poul-ar-Vascouet) est un alignement mégalithique situé sur la commune de Pleubian dans le département des Côtes-d'Armor en France.

## Protection
Le monument fait l’objet d’une inscription au titre des monuments historiques depuis le 2 août 1982.

## Description
L'alignement se compose de trois menhirs alignés suivant l'azimut 67° sur une bande de terrain servant de délimitation entre deux parcelles de terrain. Les trois menhirs sont en granite de Perros.
Le menhir no 1 mesure 2,15 m de hauteur. Sur la face nord, la plus large, il mesure 1 m à la base et 0,75 m au sommet.
Le menhir no 2, distant du précédent de 15,40 m, mesure 2 m de hauteur. La face sud-est, la plus large, mesure 1,25 m à la base. Elle est fissurée de haut en bas.
Le menhir no 3 est couché à 3,60 m du précédent. Il mesure 2,30 m de longueur sur la face ouest, la plus grande, pour une largeur moyenne de 0,80 m.

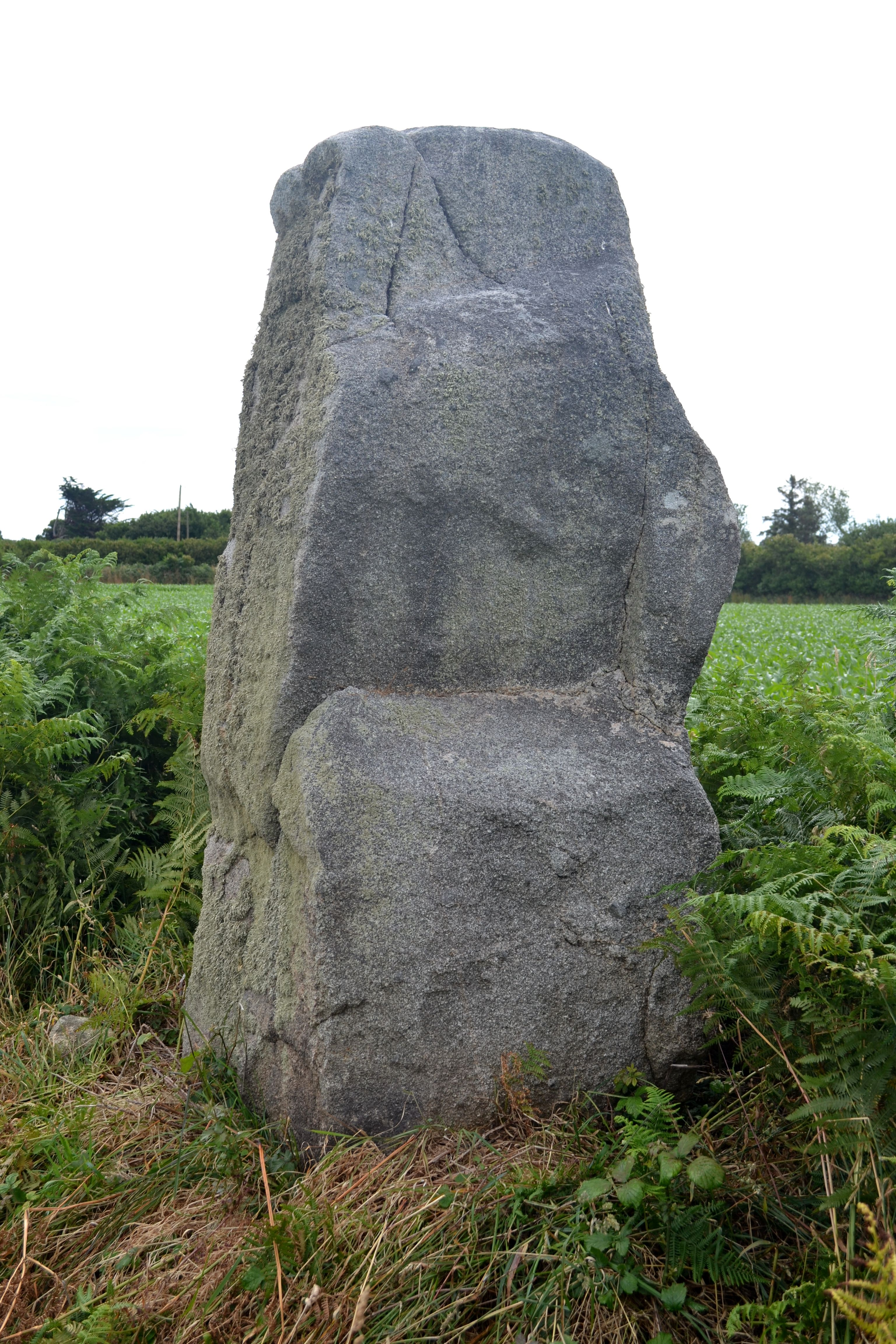
Menhir n°1.
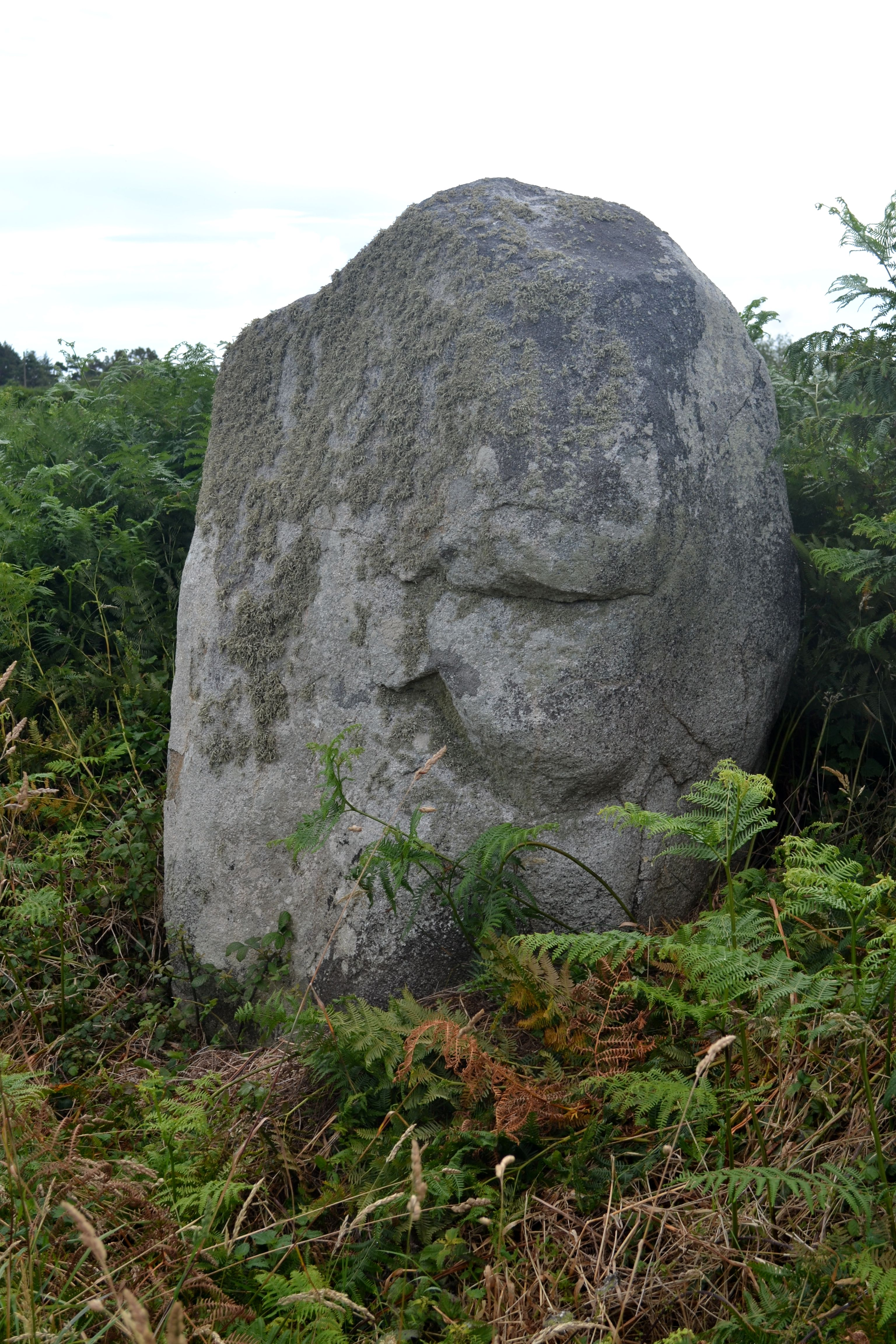
Menhir n°2.
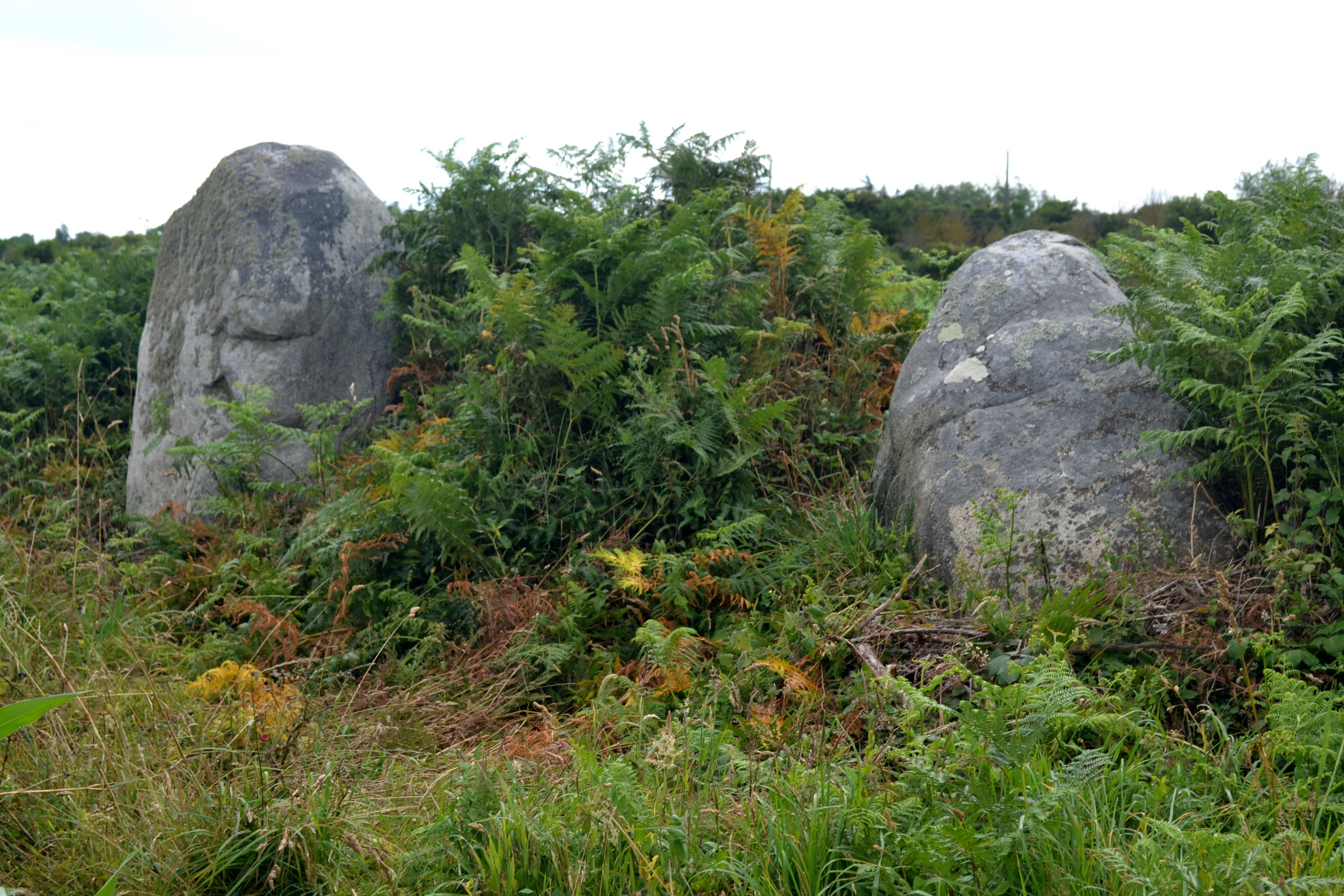
Menhirs n°2 et n°3.